# محمد سیف
محمد سیف (انگلیسی: Mohammed Saif؛ زادهٔ ۲۲ ژوئن ۱۹۹۳) بازیکن فوتبال اهل امارات متحده عربی است.